# Гемерска Вес
Гемерска Вес (слч. Gemerská Ves) насељено је мјесто са административним статусом сеоске општине (слч. obec) у округу Ревуца, у Банскобистричком крају, Словачка Република.

## Становништво
| Година:    | 1994. | 2004.   | 2014.   | 2024.   |
| ---------- | ----- | ------- | ------- | ------- |
| Број људи: | 879   | 963     | 962     | 992     |
| Разлика:   |       | +9,55 % | -0,10 % | +3,11 % |

| Година:    | 2023. | 2024.   |
| ---------- | ----- | ------- |
| Број људи: | 987   | 992     |
| Разлика:   |       | +0,50 % |

Према подацима о броју становника из 2011. године насеље је имало 955 становника.